# Saccopharynx schmidti
Espèce
Saccopharynx schmidti est une espèce de poissons de la famille des Saccopharyngidés.